# گلو (اینترانت ملی مدارس اسکاتلند)
گلو (به انگلیسی: Glow) اینترانت ملی مدارس اسکاتلندی است. این یک برنامه بزرگ ملی فناوری اطلاعات و ارتباطات و مخابراتی است که توسط نهاد آموزش اسکاتلند اداره می‌شود. بودجه گلو از طرف دولت اسکاتلند تأمین شده‌است و این پروژه همکاری بین مقامات محلی، آموزش اسکاتلند و RM Education است.

## راه‌اندازی اولیه
آماده‌سازی گلو با مرحله تحقیقاتی موسوم به فاز صفر آغاز شد، که شامل بررسی برقراری ارتباط سیستم‌های اطلاعاتی مدیریت ۳۲ مرجع آموزش و پرورش در اسکاتلند، برای ارائه حدود ۸۰۰٬۰۰۰ حساب راه اندازی شده‌است. گلو سپس طی چند مرحله طرح هادی راه اندازی شد و در هر مرحله قابلیت‌های بیشتر معرفی و آزمایش می‌شد.
از سال ۲۰۰۹، این شبکه به عنوان اولین اینترانت آموزش ملی در جهان تبدیل شده‌است.